# Wellington (Ohio)
Pour les articles homonymes, voir Wellington (homonymie).
Wellington est une petite ville de l'Ohio aux États-Unis.

## Villes proches
Ce diagramme montre les localités voisines dans un rayon de 16 km autour de Wellington: